# Le Plessis-l’Échelle
Le Plessis-l’Échelle település Franciaországban, Loir-et-Cher megyében. Lakosainak száma 58 fő (2022. január 1.). Le Plessis-l’Échelle Briou, La Madeleine-Villefrouin, Marchenoir, Roches, Saint-Laurent-des-Bois, Saint-Léonard-en-Beauce és Talcy községekkel határos.

## Népesség
A település népességének változása:
| Lakosok száma | 113  | 67   | 63   | 67   | 75   | 74   | 70   | 63   | 61   | 58   |
|               | 1968 | 1982 | 1990 | 2006 | 2013 | 2015 | 2017 | 2019 | 2020 | 2022 |